# Alberto Carosi
Alberto Carosi (Roma, 15 gennaio 1891 – Roma, 8 novembre 1967) è stato un pittore e acquerellista italiano.

## Biografia
Alberto Carosi seguì i corsi all'Istituto di Belle Arti di Roma, frequentando la Scuola libera del nudo. All'Istituto Raffaele Sanzio ebbe come maestro Augusto Bompiani ed è stato anche allievo di Publio de Tommasi. Ha seguito le orme e suggerimenti di suo fratello maggiore Giuseppe. Espose la prima volta a Roma, alla Società Amatori e Cultori. Di anno in anno, era solito organizzare una mostra delle sue opere più recenti nel suo studio: segno di un carattere schivo e riservato. Fece parte del gruppo dei «XXV della campagna romana» un Cenacolo di artisti che volevano rinnovare la pittura, raffigurando dal vero i luoghi e gli abitanti dei dintorni di Roma. 
Soprannominato Cucciolo, Alberto Carosi ha amato in modo particolare la pittura en plein air, restando sempre fedele alle suggestioni della sua prima giovinezza. Ha dipinto scenari agresti e scorci di borghi, nella loro luce naturale quotidianità, al sole e alla pioggia, al mattino e verso sera. Con le stesse tonalità brune riproduceva sia la veste del pastore, sia la terra dove posava i piedi. Alberto Carosi subiva il fascino di un mondo agreste un po' sognato. La sua versatilità gli fece trattare ugualmente bene sia la figura che il paesaggio cogliendo quasi il carattere dei suoi soggetti delineando molto bene le caratteristiche o gli atteggiamenti tipici, come nell'olio su tavola "L'astemio" dove si rimarca un'arte raffinata con sfumature introspettive. Ha dipinto Venezia, avvolta in una luce misteriosa e evanescente.
È stato membro della Pontificia Accademia dei Virtuosi al Pantheon. Negli ultimi anni le sue opere stanno riscoprendo un notevole successo da parte della critica e le sue quotazioni stanno progressivamente aumentando.
Molte opere del pittore sono conservate presso il National Museum of Fine Arts della Valletta a  Malta.

### Opere
- "L'Astemio"
- "Casolare con covone di fieno", 1936;
- "Alberi in collina", 1946;
- "Pastore con gregge nella campagna romana";
- "Le filatrici";
- "San Marco sotto la pioggia";
- "Il mercato di Rialto";
- "Il mercato delle zattere";
- "Una pastorella d'Anticoli Corrado";
- "Gli ultimi piaceri";
- "La lepre";
- "La gallina",
- "Filatrici di Anticoli Corrado",
- "Compagni fedeli",
- "La culla",
- "L'orfana",
- "Filatrice di Scanno",
- "Pastorello di Saracinesco",
- "Tessitrice di Scanno" (al Museo di Roma[non chiaro])